# オルタナティヴ・メタル
オルタナティヴ・メタル (Alternative Metal)は、元となったオルタナティヴ・ロックから影響を受けたロック・ミュージックやヘヴィメタルのサブジャンル、およびメタルに関連付けられていない他のジャンル。

## 概要
オルタナティヴ・メタル・バンドに多く見られる特徴として、ヘヴィなギターリフ、メロディックで刺々しいヴォーカル、他のヘヴィメタルと比べ、型破りなサウンド（とりわけAメロ）、実験的なアプローチをすることが挙げられている 。1980年代中期に勃興し、1990年代に入り人気を博した。

## 音楽性
1990年代初頭に世界的な支持を得たグランジへ反発し、機械的でインダストリアルなビートによる簡潔で速い曲を作るようになっていった。ヘヴィメタルの伝統的要素である様式美やドラマ性は重視せず、歌メロやグルーヴを強調するバンドが多い。また、伝統的なヘヴィメタルの花形であったギターソロを弾かない場合が多く見受けられる。また、ニュー・メタルとの境界線は曖昧である。